# Lomaptera ribbei
Lomaptera ribbei är en skalbaggsart som beskrevs av Ernst Gustav Kraatz 1885. Lomaptera ribbei ingår i släktet Lomaptera och familjen Cetoniidae. Inga underarter finns listade i Catalogue of Life.